# Antoni Kępiński
Antoni Ignacy Tadeusz Kępiński (Dolína, 16 de noviembre de 1918-Cracovia, 8 de junio de 1972) fue un psiquiatra y filósofo polaco. Es conocido por haber dado origen a los conceptos de metabolismo de la información y psiquiatría axiológica.

## Biografía
Kępiński nació en Dolína, en aquel tiempo parte de Polonia (actualmente en el suroeste de Ucrania). Durante sus años de infancia, residió en Nowy Sącz donde su padre se desempeñó como starosta. Posteriormente, asistió al Liceo Bartłomiej Nowodworski en Cracovia. En 1936, Kępiński ingresó en la Facultad de Medicina de la Universidad Jaguelónica. En 1939, interrumpió sus estudios antes de su graduación y se ofreció como voluntario ante el ejército polaco para defender su país de la invasión alemana. Tras el triunfo de Alemania, Kępiński fue capturado y encarcelado en Hungría, donde había huido. En 1940, logró escapar de su encarcelamiento y se dirigió a Francia y luego a España, donde fue encarcelado en el campo de concentración de Miranda de Ebro.
Posteriormente fue liberado y se mudó al Reino Unido, pasando un breve periodo como miembro de la división aérea polaca. En 1944 y 1945, prosiguió sus estudios médicos en Edimburgo, graduándose en 1946. Pronto regresó a Polonia y se dedicó a la psiquiatría en la Clínica Psiquiátrica del Collegium Medicum de la Universidad Jaguelónica en Cracovia. Poco antes de su muerte en 1972 había sido nombrado profesor de aquella facultad.
Sobre la base de su experiencia como prisionero de un campo de concentración, Kępiński participó en un programa de rehabilitación para supervivientes de Auschwitz (en polaco, Oświęcim).
Fallecido en 1972, fue enterrado en el cementerio de Salwator en Cracovia.

## Obra

### Síndrome de Auschwitz
Debido a su implicación en los años 1950 en el programa de rehabilitación para prisioneros de campos de concentración, Kępiński puede ser considerado como pionero en la investigación del estrés postraumático. La idea de tales estudios se originó en la mente de su colega Stanisław Kłodziński. Junto con compañeros investigadores de la Clínica Psiquiátrica de la Academia Médica en Cracovia  examinaron a un gran número de supervivientes de Auschwitz y trazaron un mapa del cuadro clínico del síndrome del campo de concentración que denominaron como síndrome de KZ. Como señala el psiquiatra Krzysztof Rutkowski, el mismo síndrome fue más tarde investigado en otros países (por ejemplo en los Estados Unidos después de la guerra de Vietnam), y es actualmente conocido como el trastorno por estrés postraumático.

### La especificidad del examen psiquiátrico
Colegas y biógrafos de Kępiński enfatizan que la característica clave de su actividad profesional era su aproximación única al paciente, inspirado en la filosofía del diálogo. Parte de sus escritos están dedicados a peculiaridades y sutilezas del examen psiquiátrico. En su punto de vista, la diagnosis y la terapia no tendrían que ser basadas sólo en el análisis lógico, pues la inclusión de la dimensión emocional es indispensable en psicología. Por tanto, el terapeuta tendría que formar una relación emocional con el paciente, basado en la empatía y confianza. La jerarquía en tal relación tendría que ser más o menos horizontal, en la medida en que ambas partes pueden aprender mucho una de la otra. La actitud general del terapeuta tendría que ser animar al paciente a compartir experiencias, sentimientos y pensamientos sin el miedo a ser juzgado. De tal manera, el doctor obtiene la posibilidad de entender mejor la estructura y belleza del mundo interior del paciente y así establecer una base apropiada para la diagnosis. Usar máscaras, suponer una posición de superioridad y ser poco auténtico durante la interacción terapéutica son las equivocaciones más significativas que cometen los terapeutas.

### Psiquiatría axiológica
En filosofía, la axiología es la teoría de los valores. Según Kępiński, el problema del valor es de los más relevantes en el campo de la psiquiatría. Tiene dos dimensiones. En primer lugar, existe cierto valor ético que tendría que guiar a los doctores en su práctica médica. Segundo, el proceso terapéutico en psiquiatría tendría que dirigir hacia la reorganización o reconstrucción de la jerarquía de valores en el paciente.
La bioética de Kępiński se deriva directamente del juramento hipocrático. En su opinión, el objetivo principal del psiquiatra es dar alivio a sus pacientes. Ser un médico es un tipo de misión o llamado más que una ocupación remunerada como cualquier otra. El valor clave que nunca debería ser ignorado es la esperanza. Sin ella, las acciones emprendidas por los doctores carecerían de sentido. Además, los pacientes son capaces de leer las caras de su médicos y prontamente reconocerán cualquier duda. Por tanto, la creencia en la posibilidad de mejora es indispensable en la profesión médica.
Otro tema axiológico en la psiquiatría de Kępiński  era su visión respecto a la naturaleza de las neurosis, especialmente la esquizofrenia. Según él, las neurosis puede ser entendidas como distorsiones de la jerarquía de valores, lo que es uno de los aspectos claves del proceso de metabolismo de la información que ocurre en el organismo del paciente.  El trabajo terapéutico tendría que dirigir hacia la formación de una sana jerarquía de valores, permitiendo al paciente interactuar con la realidad en una manera equilibrada. La postura axiológica dentro de la psicopatología fue visto como algo único y novedoso en la psiquiatría polaca, abriendo el camino para nuevos campos de investigación, y debido a ello, algunos revisores han reconocido a los trabajos de Kępiński como la base para una nueva rama disciplinar dentro de la psiquiatría.

### Metabolismo de la información
El metabolismo de la información es una teoría psicológica de interacción entre los organismos biológicos y su entorno basaron encima procesamiento de información. La descripción más detallada de concepto de metabolismo de la información fue brindada por Kępiński en su libro Melancolía (1974). En este modelo, el organismo viviente está considerado un sistema abierto de acuerdo con la definición de von Bertalanffy. Los seres vivos están caracterizados por su capacidad de aumentar y mantener su propia neguentropía, idea popularizada en el libro de Schrödinger ¿Qué es la vida?. Esta capacidad hace la diferencia entre ellos y los objetos inanimados que obedecen al aumento del principio de entropía. El cuerpo retiene la misma estructura básica, a pesar de que sus elementos constituyentes (moléculas) están reemplazado bastante frecuentemente en procesos anabólicos y catabólicos. La energía derivada de los alimentos y el oxígeno se gasta para asegurar la integridad del organismo. Para referirse a los procesos anabólicos y catabólicos en las células, Kępiński utilizó el concepto "metabolismo de energía". Cualquier actividad de un organismo es una señal informativa a otros seres. Las actividades en el reino físico son reacciones a los cambios percibidos en la realidad externa o interna del organismo. Teniendo esto en mente, la psique puede ser vista como la unidad que procesa la información. De acuerdo a lo enfatizado por Kępiński, la estructura psicológica de un individuo se mantiene relativamente estable a pesar de un intercambio continuo de información, analógicamente a la estructura física sujeta al metabolismo de energía.
En sus libros, Kępiński explicó varias condiciones mentales como desórdenes y desbalances del metabolismo de la información en general y su estructura de valor inherente en particular. Durante su vida, Kępiński mencionó que su modelo de metabolismo de la información no es completo. Su trabajo sobre este tema se vio interrumpido por su enfermedad y muerte.

### Kępiński como filósofo
A pesar de ser esencialmente científicas, las obras de Kępiński despertaron gran interés entre los filósofos polacos, más notablemente Józef Tischner, quién mucho apreció sus ideas antropológicas. Kępiński no fue temeroso de hipotetizar acerca de los problemas filosóficos más difíciles como la naturaleza de vida, el problema del libre albedrío, la conciencia y la autonomía humana. Por otro lado, fue escéptico respecto a los métodos y teorías que carecían de una base científica sólida, por ejemplo el psicoanálisis, y rehusó varias formas de pensamiento mágico en psicología. Kępiński apoyó la idea de que la ética humana no es socialmente construida pero que está arraigada en la biología y sus prerrequisitos pueden ser encontrados en el mundo animal. Rehusó fuertemente cada forma de ideología y comentó extensamente sobre el impacto destructivo de las ideologías en la historia de la humanidad. Tischner enfatizó que muchas de las interesantes ideas presentes en las obras de Kępiński están tomadas de otros pensadores. Reconoció al metabolismo de la información y a la psiquiatría axiológica como dos ideas verdaderamente originales de Kępiński. El discípulo de Kępiński, Jacek Bomba, notó que el mayor valor de la teoría del metabolismo de la información es su calidad de ser una síntesis cuidadosa y comprensible de conocimiento recabado de la neurofisiología, la psicología, la medicina y las ciencias sociales.
Kępiński mantuvo buenas relaciones con el fenomenólogo Roman Ingarden, prominente discípulo  de Edmund Husserl. La influencia de la fenomenología es aparente en su aproximación a la psicología humana. Pueda ser considerado como su segunda herramienta analítica favorita, luego del enfoque científico.